# Taksony vasútállomás
Taksony vasútállomás egy Pest vármegyei vasútállomás, Taksony településen, a MÁV üzemeltetésében. A település lakott területének délkeleti peremén helyezkedik el, az 5202-es út vasúti keresztezése mellett, annak északi oldalán; közúti elérését az 52 301-es számú mellékút biztosítja.

## Vasútvonalak
Az állomást az alábbi vasútvonalak érintik:
- Budapest–Kelebia-vasútvonal

## Kapcsolódó állomások
A vasútállomáshoz az alábbi állomások vannak a legközelebb:
- Dunaharaszti alsó megállóhely (Budapest–Kelebia-vasútvonal)
- Dunavarsány megállóhely (Budapest–Kelebia-vasútvonal)

## Megközelítése tömegközlekedéssel
Helyközi busz:  655, 663

## Forgalom
| Járat | Útvonal | Gyakoriság |
| ----- | --- | ---------- |
|       | A vonalon a vasúti szolgáltatás szünetel, a vonatok helyett a Volánbusz járatai közlekednek. A legközelebbi buszmegálló: Taksony, vasútállomás |            |